# Liste der Kulturdenkmale in Praterschütz
In der Liste der Kulturdenkmale in Praterschütz sind die Kulturdenkmale des Nossener Ortsteils Praterschütz verzeichnet, die bis Mai 2021 vom Landesamt für Denkmalpflege Sachsen erfasst wurden (ohne archäologische Kulturdenkmale). Die Anmerkungen sind zu beachten.
Diese Aufzählung ist eine Teilmenge der Liste der Kulturdenkmale in Nossen.

## Praterschütz
| Bild           | Bezeichnung                                                                                        | Lage                   | Datierung                                                                                 | Beschreibung | ID       |
| -------------- | -------------------------------------------------------------------------------------------------- | ---------------------- | ----------------------------------------------------------------------------------------- | --- | -------- |
| Weitere Bilder | Vierseithof mit Wohnstallhaus, zwei Seitengebäuden, Scheune, Hofpflasterung und Reste der Hofmauer | Praterschütz 1 (Karte) | Bezeichnet mit 1799 (Wohnstallhaus); bezeichnet mit 1920 (südliches Seitengebäude, Anbau) | Alle Gebäude mit Krüppelwalmdach, Wohnstallhaus und beide Seitengebäude Obergeschoss Fachwerk, Scheune massiv, charakteristischer, geschlossen erhaltener Bauernhof der Lommatzscher Pflege, baugeschichtlich und wirtschaftsgeschichtlich von Bedeutung | 09268101 |
| Weitere Bilder | Wohnstallhaus, Seitengebäude und Scheune eines Dreiseithofs                                        | Praterschütz 3 (Karte) | 1. Hälfte 19. Jahrhundert                                                                 | Geschlossen erhaltenes Ensemble von Fachwerkbauten, ortsbildprägende Fachwerk-Scheune, baugeschichtlich und wirtschaftsgeschichtlich von Bedeutung. Gartengrundstück ohne Denkmalwert.                                                                   | 09268106 |
| Weitere Bilder | Wohnstallhaus und Scheune eines Bauernhofs                                                         | Praterschütz 6 (Karte) | Bezeichnet mit 1834                                                                       | Wohnstallhaus Obergeschoss Fachwerk, Fachwerk-Scheune, baugeschichtlich und wirtschaftsgeschichtlich von Bedeutung | 09268102 |

## Tabellenlegende
- Bild: Bild des Kulturdenkmals, ggf. zusätzlich mit einem Link zu weiteren Fotos des Kulturdenkmals im Medienarchiv Wikimedia Commons. Wenn man auf das Kamerasymbol klickt, können Fotos zu Kulturdenkmalen aus dieser Liste hochgeladen werden:
- Bezeichnung: Denkmalgeschützte Objekte und ggf. Bauwerksname des Kulturdenkmals
- Lage: Straßenname und Hausnummer oder Flurstücknummer des Kulturdenkmals. Die Grundsortierung der Liste erfolgt nach dieser Adresse. Der Link (Karte) führt zu verschiedenen Kartendiensten mit der Position des Kulturdenkmals. Fehlt dieser Link, wurden die Koordinaten noch nicht eingetragen. Sind diese bekannt, können sie über ein Tool mit einer Kartenansicht einfach nachgetragen werden. In dieser Kartenansicht sind Kulturdenkmale ohne Koordinaten mit einem roten bzw. orangen Marker dargestellt und können durch Verschieben auf die richtige Position in der Karte mit Koordinaten versehen werden. Kulturdenkmale ohne Bild sind an einem blauen bzw. roten Marker erkennbar.
- Datierung: Baubeginn, Fertigstellung, Datum der Erstnennung oder grobe zeitliche Einordnung entsprechend des Eintrags in der sächsischen Denkmaldatenbank
- Beschreibung: Kurzcharakteristik des Kulturdenkmals entsprechend des Eintrags in der sächsischen Denkmaldatenbank, ggf. ergänzt durch die dort nur selten veröffentlichten Erfassungstexte oder zusätzliche Informationen
- ID: Vom Landesamt für Denkmalpflege Sachsen vergebene, das Kulturdenkmal eindeutig identifizierende Objekt-Nummer. Der Link führt zum PDF-Denkmaldokument des Landesamtes für Denkmalpflege Sachsen. Bei ehemaligen Kulturdenkmalen können die Objektnummern unbekannt sein und deshalb fehlen bzw. die Links von aus der Datenbank entfernten Objektnummern ins Leere führen. Ein ggf. vorhandenes Icon  führt zu den Angaben des Kulturdenkmals bei Wikidata.